# Stuff magazine
Stuff är en manlig tidning med intervjuer, foton och andra artiklar av intresse för en övervägande manlig publik. Tidningen publiceras av Dennis Publishing, och är systertidning till Maxim.
Tidningen säljs i många länder, bland annat i Storbritannien där den har en upplaga på ca 100 000 varje månad.